# Trichoniscus simplicifrons
Trichoniscus simplicifrons är en kräftdjursart som beskrevs av Karl Wilhelm Verhoeff 1901C. Trichoniscus simplicifrons ingår i släktet Trichoniscus och familjen Trichoniscidae. Inga underarter finns listade i Catalogue of Life.